# Four Corners (Florida)
Four Corners ist  ein census-designated place (CDP) im US-Bundesstaat Florida. Das U.S. Census Bureau hat bei der Volkszählung 2020 eine Einwohnerzahl von 56.381 ermittelt.  Der Ort ist auch unter dem Namen Citrus Ridge bekannt.

## Geographie
Four Corners erstreckt sich als einziger Ort in ganz Florida über vier Countys: Dies sind die Countys Lake, Orange, Osceola und Polk. Der CDP grenzt direkt an das Walt Disney World Resort und liegt etwa 25 km südwestlich von Orlando. 
Four Corners wird von der Interstate 4, den U.S. Highways 27 (SR 25) und 192 (SR 530) sowie der Florida State Road 429 (Daniel Webster Western Beltway, mautpflichtig) durchquert.

## Demographische Daten
Laut der Volkszählung 2010 verteilten sich die damaligen 26.116 Einwohner auf 26.070 Haushalte. Die Bevölkerungsdichte lag bei 217,5 Einw./km². 76,1 % der Bevölkerung bezeichneten sich als Weiße, 8,0 % als Afroamerikaner, 0,5 % als Indianer und 2,5 % als Asian Americans. 9,3 % gaben die Angehörigkeit zu einer anderen Ethnie und 3,5 % zu mehreren Ethnien an. 30,1 % der Bevölkerung bestand aus Hispanics oder Latinos.
Im Jahr 2010 lebten in 33,6 % aller Haushalte Kinder unter 18 Jahren sowie 23,4 % aller Haushalte Personen mit mindestens 65 Jahren. 70,4 % der Haushalte waren Familienhaushalte (bestehend aus verheirateten Paaren mit oder ohne Nachkommen bzw. einem Elternteil mit Nachkomme). Die durchschnittliche Größe eines Haushalts lag bei 2,64 Personen und die durchschnittliche Familiengröße bei 3,05 Personen.
26,1 % der Bevölkerung waren jünger als 20 Jahre, 28,9 % waren 20 bis 39 Jahre alt, 26,5 % waren 40 bis 59 Jahre alt und 18,6 % waren mindestens 60 Jahre alt. Das mittlere Alter betrug 37 Jahre. 48,6 % der Bevölkerung waren männlich und 51,4 % weiblich.
Das durchschnittliche Jahreseinkommen lag bei 45.944 $, dabei lebten 13,9 % der Bevölkerung unter der Armutsgrenze.
Im Jahr 2000 war Englisch die Muttersprache von 81,87 % der Bevölkerung, Spanisch sprachen 15,75 % und 2,38 % hatten eine andere Muttersprache.